# Kanton Villaines-la-Juhel
Kanton Villaines-la-Juhel (fr. Canton de Villaines-la-Juhel) je francouzský kanton v departementu Mayenne v regionu Pays de la Loire. Tvoří ho 10 obcí.

## Obce kantonu
- Averton
- Courcité
- Crennes-sur-Fraubée
- Gesvres
- Loupfougères
- Saint-Aubin-du-Désert
- Saint-Germain-de-Coulamer
- Saint-Mars-du-Désert
- Villaines-la-Juhel
- Villepail